# Bakczysaraj w nocy

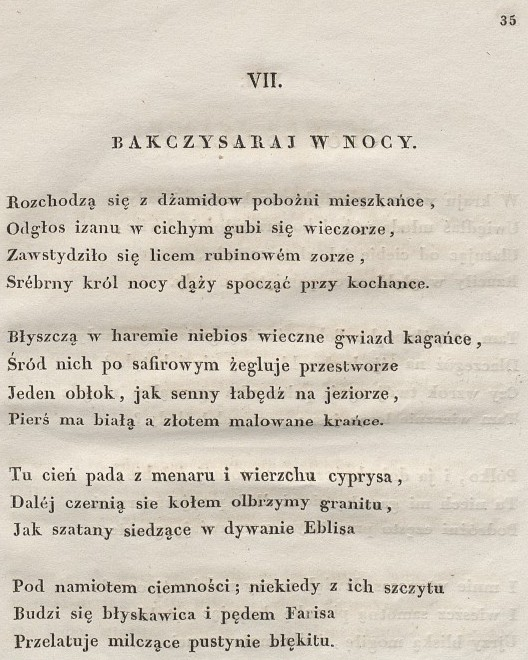
Bakczysaraj w nocy w pierwodruku „Sonetów Adama Mickiewicza” z 1826 roku

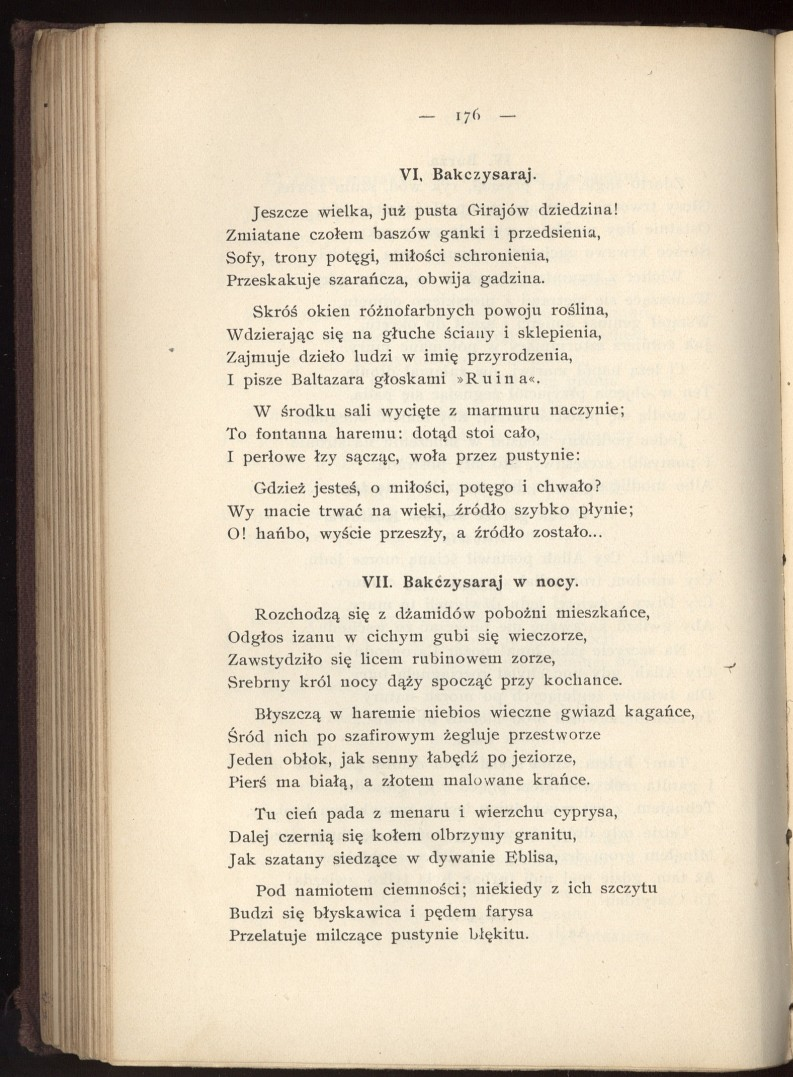
Bakczysaraj w nocy w tomie 1 zbioru „Poezye Adama Mickiewicza” z 1899 roku

Bakczysaraj w nocy (incipit Rozchodzą się z dżamidów pobożni mieszkańce) – siódmy sonet z cyklu sonetów krymskich autorstwa Adama Mickiewicza. Po raz pierwszy został opublikowany w 1826 roku, natomiast dokładna data powstania poematu nie jest znana.

## Treść sonetu
Siódmy sonet z cyklu, pozornie został zainspirowany został zwiedzaniem Bakczysaraju w nocy. Jednakże z rzeczywistym Bakczysarajem wiąże go, poza tytułem, jedynie obecny w 10 i 11 wersie, obraz (aczkolwiek też tylko częściowo rzeczywisty) północno-wschodniej krawędzi znajdującego się tam wąwozu, natomiast pozostałe wersy przedstawiają całkowicie niekonkretne i nierealne obrazy. Podróżny (jedno z wcieleń Krymskiego Pielgrzyma, człowieka o gorzkiej i skomplikowanej przeszłości, świadomego wyobcowania i samotności, który jednak zachował poznawczą ciekawość świata), utożsamiany z podmiotem lirycznym został w tym sonecie całkowicie ukryty, na rzecz elementów epickich, co stanowi między innymi o nowatorstwie tego sonetu. Orientalizm, będący główną treścią sonetu, został zaznaczony nie tylko poprzez orientalne słownictwo, ale również przez konstrukcję obserwowanego świata oraz obecność antropomorfizujących nadmiernie bogatych metafor. Obraz realny, obecny w dwóch pierwszych wersach, przechodzi w dwóch kolejnych w odrealniony obraz orientalnego nieba, stworzony przy użyciu antropomorfizującej metafory erotycznej. Następnie w trójwierszach mamy przedstawiony obraz ziemi, jednocześnie konkretny i nierealny, przekształcony zarówno przez czas obserwacji (noc) jak i orientalne wyobrażenia obserwatora (motyw Eblisa). 

## Miejsce w cyklu
Sonet Bakczysaraj w nocy zgodnie z podziałem Władysława Folkierskiego oraz Czesława Zgorzelskiego jest drugim sonetem z czterech opisujących ruiny Bakczysaraju (Bakczysaraj, Bakczysaraj w nocy, Grób Potockiej, Mogiły haremu). Natomiast zgodnie z podziałem Juliusza Kleinera utwór jest drugim z czterech sonetów podróżniczych (Bakczysaraj, Bakczysaraj w nocy, Grób Potockiej, Mogiły haremu).

## Analiza wersyfikacyjna
Sonet jest napisany trzynastozgłoskowcem i zbudowany zgodnie z zasadami budowy sonetu poezji prowansalskiej oraz zasadami stosowanymi przez Petrarkę (czternastowierszowa struktura sonetu podzielona na dwa czterowiersze i jeden sześciowiersz), przy użyciu wyłącznie rymów żeńskich, padających na istotne dla treści sonetu słowa. W dwóch pierwszych czterowierszach układ rymów jest abba abba, na zgodnych rymach, natomiast w sześciowierszu, rozkładającym się na dwa trójwiersze, cdc dcd. Struktura wersyfikacyjna sonetu jest zgodna z jego strukturą wewnętrzną, dwóm pierwszym czterowierszom, będącym zamkniętymi całościami składniowymi, przeciwstawia się ostatni sześciowiersz, obejmujący czterowiersz z finałem dwuwierszowym, dla wzmocnienia puenty.

## Powstanie sonetu
Najprawdopodobniej wszystkie autografy sonetów Mickiewicza znajdowały się w albumie należącym do Piotra Moszyńskiego. Album ten, jak i kopia wykonana przez Bronisława Gubrynowicza, zaginęły po 1945 roku, w związku z czym nie można ustalić dokładnej daty jego powstania. Zgodnie z informacjami umieszczonymi w napisanej przez Władysława Mickiewicza przedmowie do tomu 1. paryskich „Dzieł” Mickiewicza sonety przed ich wydaniem zostały ocenzurowane przez Michaiła Kaczenowskiego, profesora Uniwersytetu Moskiewskiego, który dokonał mało znaczących poprawek oraz nie wyraził zgody na publikację jednego sonetu pod tytułem Czołobitność, z którego treści zachowały się tylko dwa wersy.

## Współczesna recepcja
Sonety krymskie w momencie ukazania się drukiem wywołały burzliwą dyskusję i niejednoznaczne oceny. Najostrzejszym ich krytykiem był Kajetan Koźmian, który w liście do Franciszka Morawskiego użył na ich określenie terminu paskudztwo, negatywnie oceniał je również Franciszek Salezy Dmochowski, natomiast pozytywnie oceniali je m.in. Maurycy Mochnacki oraz Teodozy Sierociński. Przeciwnicy uważali język sonetów za niewłaściwy, z powodu orientalizmów oraz odstępstw od norm języka literackiego, kwestionowali również formę sonetu jako nieodpowiednią dla tematu. Zwolennicy zauważyli, że cykl sonetowy stanowi romantyczny odpowiednik poematu opisowego, stanowiąc zwartą kompozycyjną całość.

## Przekład na język kaszubski
W 1998 roku sonet Bakczysaraj w nocy, podobnie jak reszta utworów z cyklu sonetowego Mickiewicza, został przetłumaczony na język kaszubski. Przekładu dokonał Stanisław Janke, nadając wierszowi tytuł Bakczisarôj w nocë.